# Schulenburg
Schulenburg is een plaats (city) in de Amerikaanse staat Texas, en valt bestuurlijk gezien onder Fayette County. De naam van de stad verwijst naar August Louis Herman von Schulenburg, die in 1863 vanuit Hamburg naar de Verenigde Staten kwam. Op 13 april 1870, verkocht hij 440 acre aan de Southern Pacific Railroad en sindsdien werd de nederzetting ter ere van hem "Schulenburg" genaamd.

## Demografie
Bij de volkstelling in 2000 werd het aantal inwoners vastgesteld op 2699.
In 2006 is het aantal inwoners door het United States Census Bureau geschat op 2713, een stijging van 14 (0,5%).

## Geografie
Volgens het United States Census Bureau beslaat de plaats een oppervlakte van
6,3 km², geheel bestaande uit land. Schulenburg ligt op ongeveer 112 m boven zeeniveau.

## Plaatsen in de nabije omgeving
De onderstaande figuur toont nabijgelegen plaatsen in een straal van 28 km rond Schulenburg.